# Le Drakkar (téléfilm)
Pour plus de détails, voir Fiche technique et Distribution.
Le Drakkar est un téléfilm français réalisé par Jacques Pierre, diffusé en 1973.

## Fiche technique
- Titre : Le Drakkar
- Réalisation : Jacques Pierre
- Scénario : Jacques Pierre d'après le roman éponyme de Jean Amila
- Date de diffusion : 1er décembre 1973

## Distribution
- Sady Rebbot : Michel
- Jean Franval : Paulot
- Pierre Fromont : Mimile
- Christine Malouvrier : Arlette
- Anouk Ferjac : Kate
- Jacques Charby : Jorioz
- Dominique Rozan : Henri
- Françoise Giret : Raymonde Nogaret
- Patrick Verde : Pierre Nogaret
- Isabelle Huppert : Yolande
- Nicolas Silberg : Jean-Paul
- André Charpak : Caparacci
- Louis Julien : Marie-Anne
- Alain Dorval : Broque
- Alain Tannenbaum : Rivoire
- Gilles Brandin : Gégé